# Cambridge Circus
Cambridge Circus è un incrocio (precedentemente una rotonda) all'intersezione tra Shaftesbury Avenue e Charing Cross Road nel centro di Londra. L'incrocio si trova a circa metà strada tra la stazione della metropolitana di Tottenham Court Road (a St Giles Circus) e 
Leicester Square.
Il Palace Theatre si trova sul lato ovest dell'incrocio.
Nei suoi romanzi di spionaggio, lo scrittore John Le Carré collocò la sede immaginaria del servizio di intelligence britannico MI6 negli edifici situati in Shaftesbury Avenue e Cambridge Circus; Da questo deriva il soprannome di Le Carré per l'agenzia "The Circus". Gordon Corera della BBC osserva che la voce descritta da Le Carré ricorda più da vicino quella della 90 Charing Cross Road, appena a nord di Cambridge Circus. Il vero MI6 ha negato di aver occupato Cambridge Circus.

## Cambridge Circus nella finzione
Cambridge Circus ha presentato una location del genere nelle seguenti produzioni:
- Un colpo da otto 1960
- La talpa 1979
- Match Point 2005
- The Millionaire 2008  (Una delle domande riguarda la posizione di Cambridge Circus)